# Pontiac Grand Prix
Pontiac Grand Prix – samochód osobowy klasy wyższej produkowany pod amerykańską marką Pontiac w latach 1962 – 2008.

## Pierwsza generacja

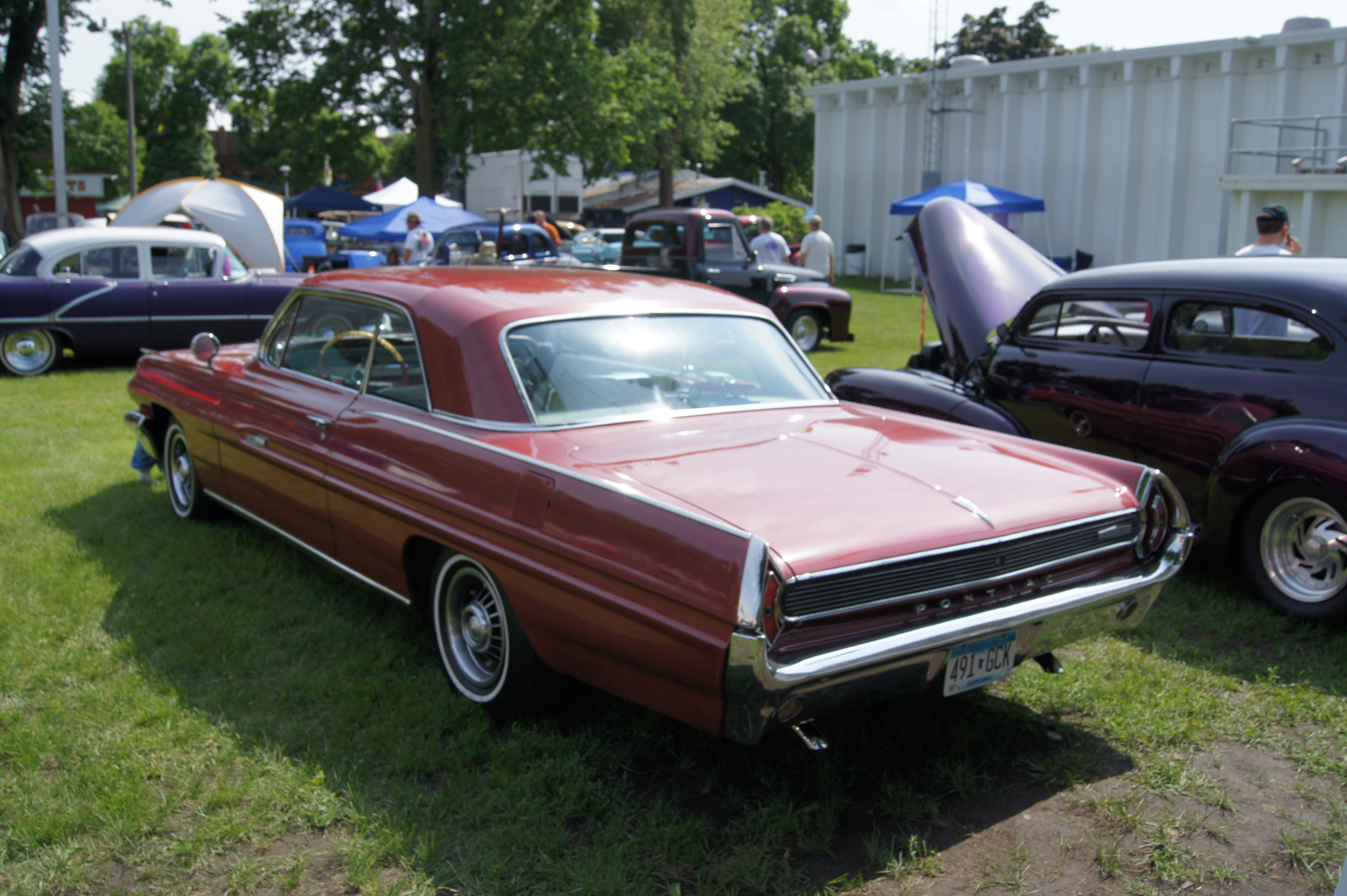
Pontiac Grand Prix I - tył

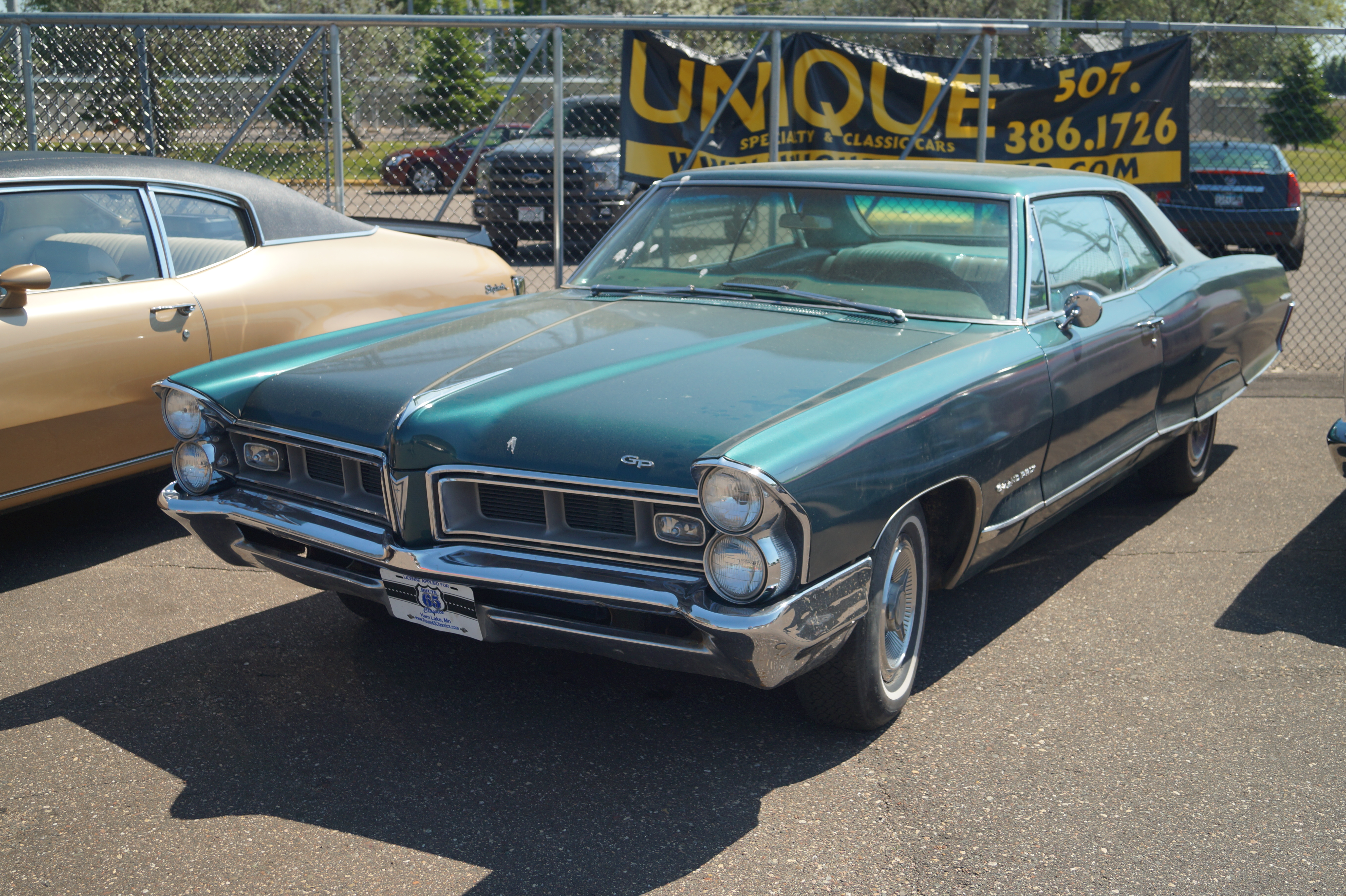
Pontiac Grand Prix I po liftingu

Pontiac Grand Prix I został zaprezentowany po raz pierwszy w 1962 roku.
Pierwsze wcielenie Pontiaca Grand Prix powstało na wydłużonej platformie dzielonej z modelami Tempest i GTO, dzieląc z nimi wygląd pasa przedniego i kokpitu. Samochód zyskał charakter dużego, luksusowego coupé konkurującego z pełnowymiarowymi modelami konkurencji. Charakterystycznym elementem stylistyki był podłużny tył i rozłożyste nadkola.
Już rok po debiucie, podobnie jak pokrewne konstrukcje Pontiaca, Grand Prix pierwszej generacji przeszedł rozległą modernizację wyglądu. Zmienił się pas przedni, gdzie podwójne reflektory zyskały tym razem pionowy układ. Przemodelowano także tylne lampy i zderzaki.

### Silniki
- V8 6.4l
- V8 6.6l
- V8 6.9l
- V8 7.0l

## Druga generacja

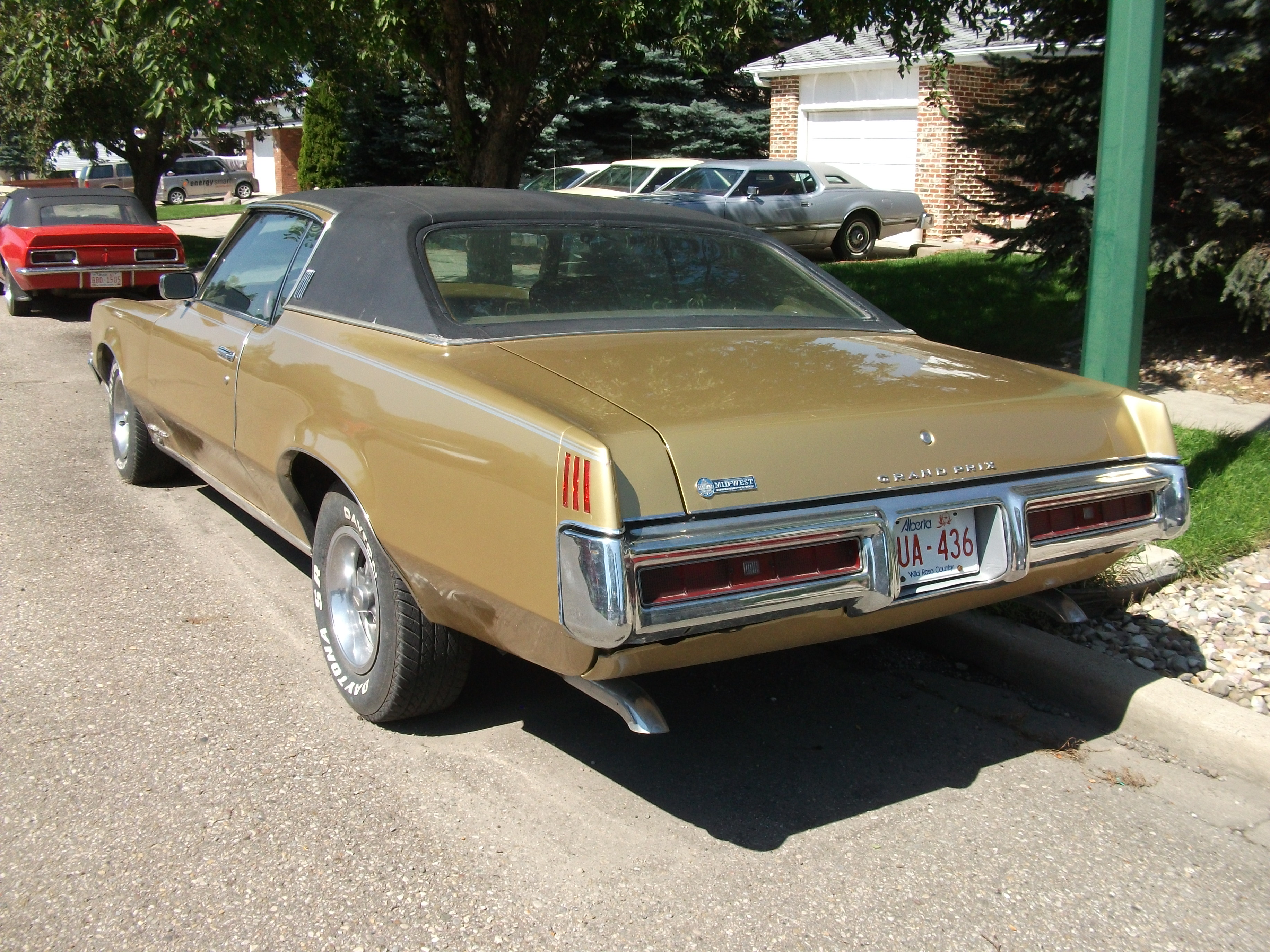
Pontiac Grand Prix II - tył

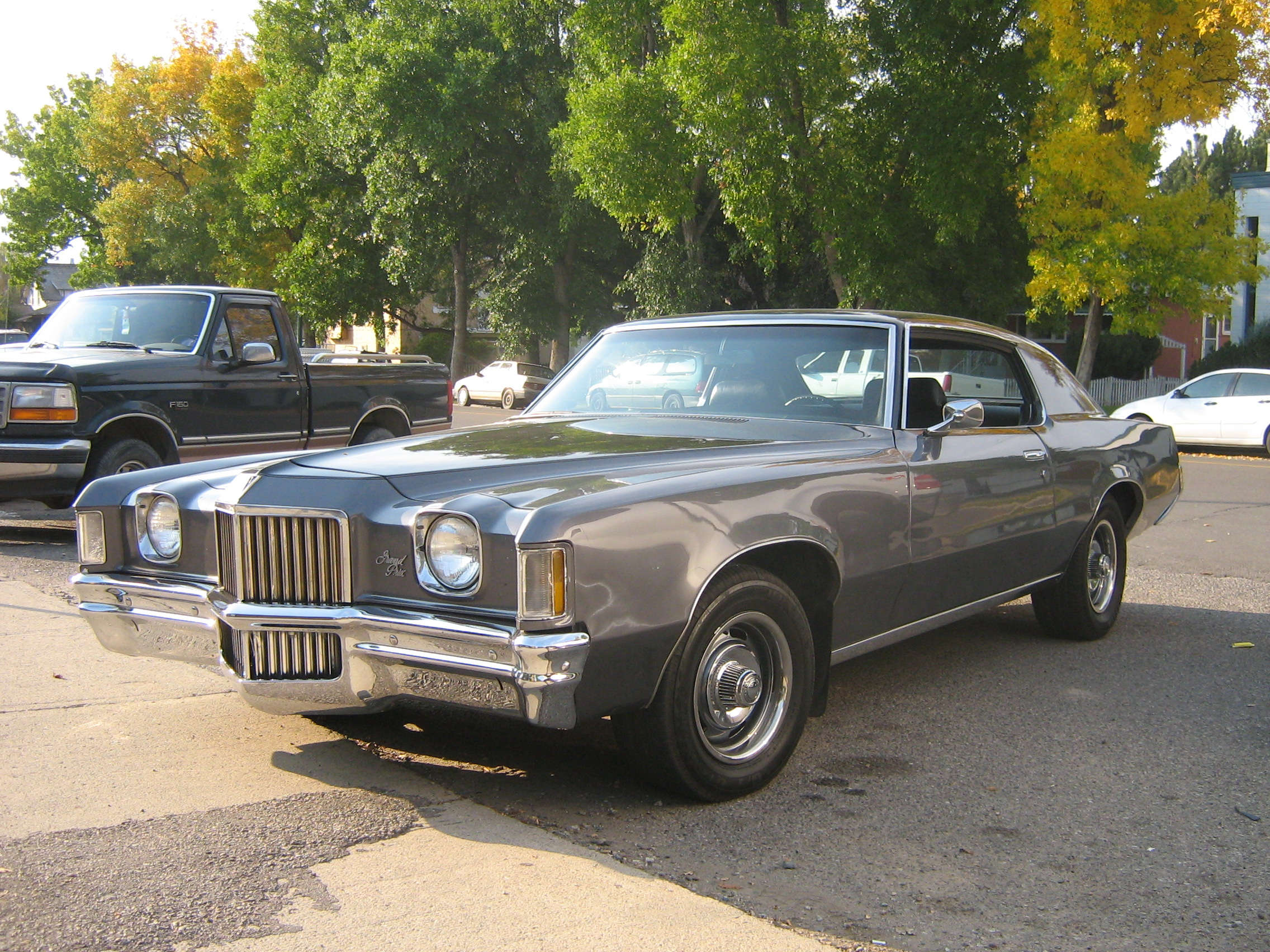
Pontiac Grand Prix II po liftingu

Pontiac Grand Prix II został zaprezentowany po raz pierwszy w 1968 roku.
Drugie wcielenie Pontiaca Grand Prix zastąpiło produkowanego wówczas 6 lat poprzednika w 1968 roku, przechodząc gruntowną modernizację stylistyki i proporcji nadwozia.
Pojawił się charakterystyczny, szpiczasty przód z nisko osadzoną atrapą chłodnicy i poziomo ułożonymi podwójnymi reflektorami. Sylwetka zyskała mniej awangardowych ozdobników, stając się bardziej zachowawcza.

### Silniki
- V8 6.6l
- V8 7.0l
- V8 7.5l

## Trzecia generacja

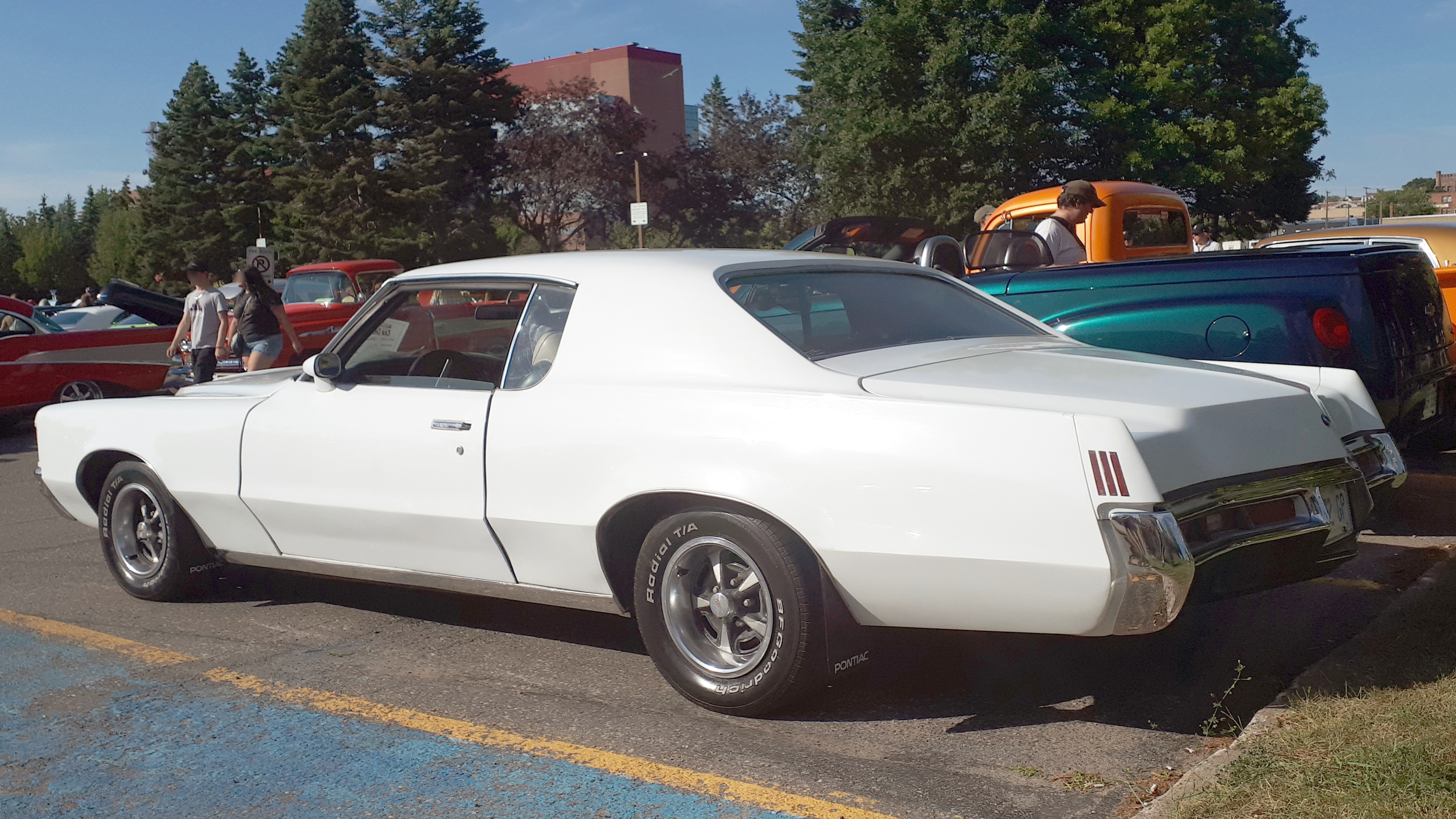
Pontiac Grand Prix III - tył

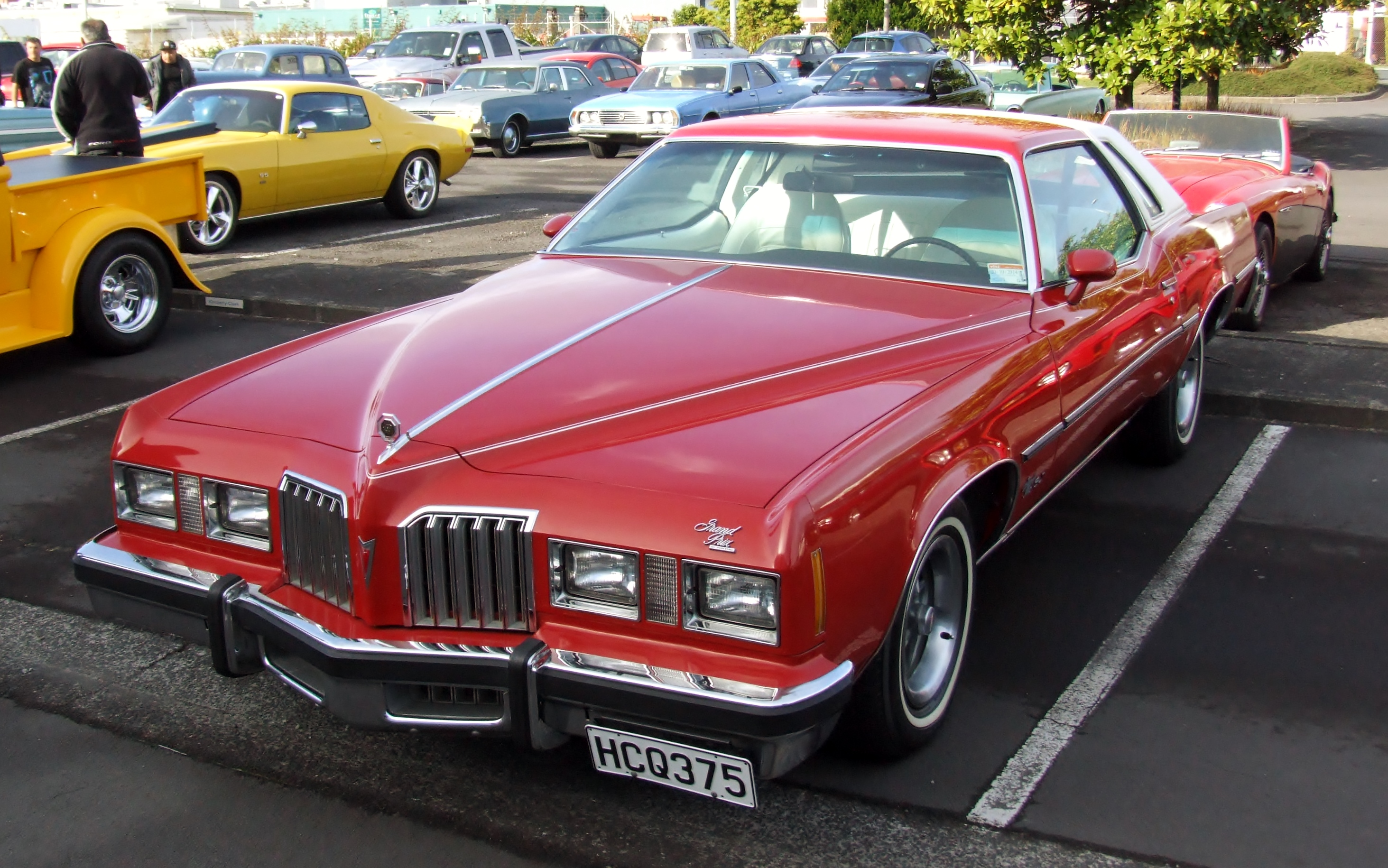
Pontiac Grand Prix III po liftingu

Pontiac Grand Prix III został zaprezentowany po raz pierwszy w 1972 roku.
Trzecie wcielenie modelu powstało na tej samej platformie, co Grand Prix II, dzieląc z nim wiele rozwiązań technicznych i niektóre jednostki napędowe. Pokrewieństwo z poprzednikiem Grand Prix III obrazował także z zewnątrz, mając podobną sylwetkę i kształt drzwi, szyb czy tylnych błotników. Z przodu pojawiły się charakterystyczne, pojedyncze lampy.
W 1976 roku samochód przeszedł gruntowną modernizację, w ramach której pojawił się zupełnie nowy wygląd pasa przedniego. Okrągłe reflektory zniknęły na rzecz podłużnych, prostokątnych. Pojawił się też duży, chromowany grill.

### Silniki
- V8 4.9l
- V8 5.7l
- V8 6.6l
- V8 7.5l

## Czwarta generacja

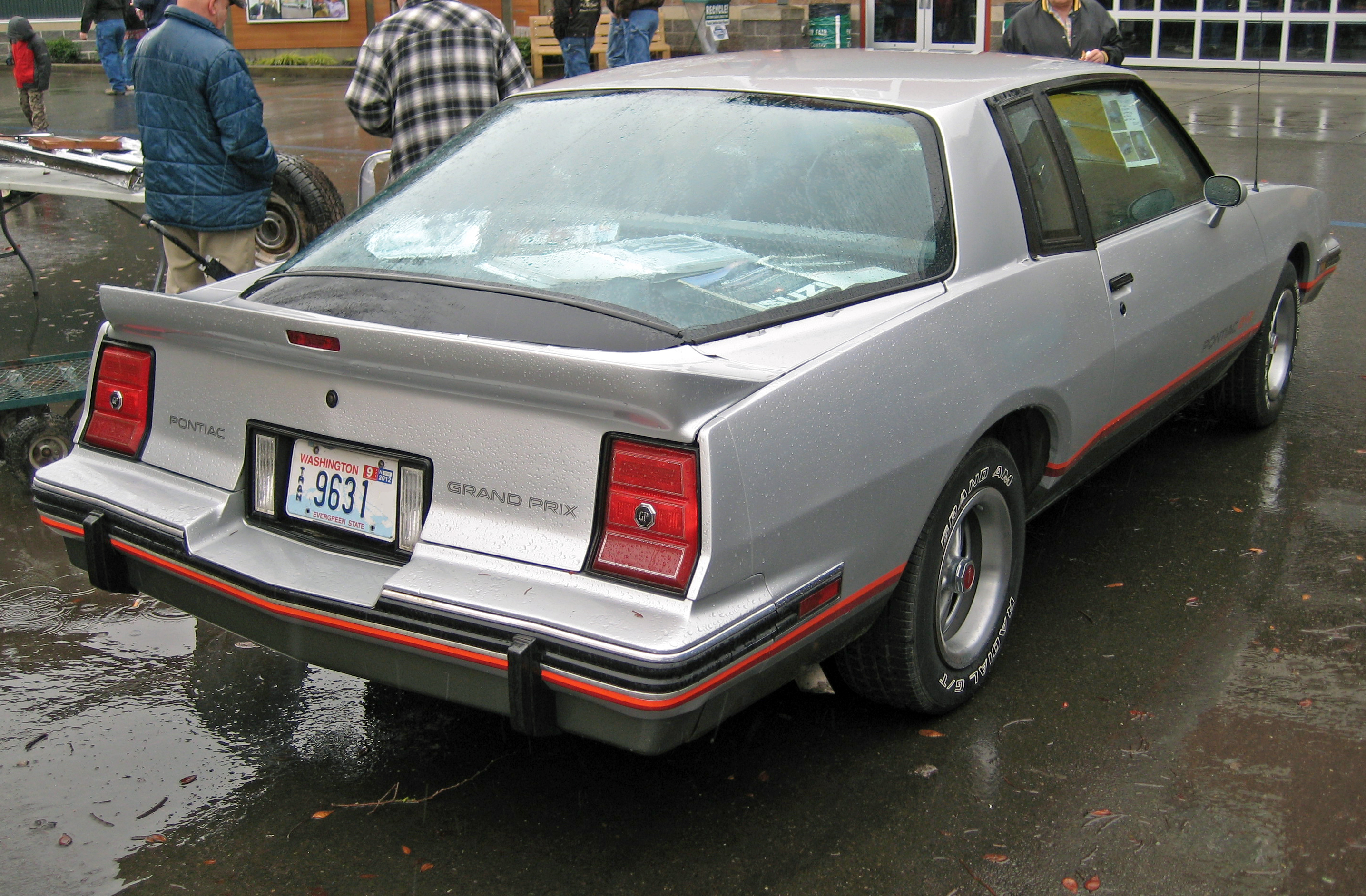
Pontiac Grand Prix IV - tył

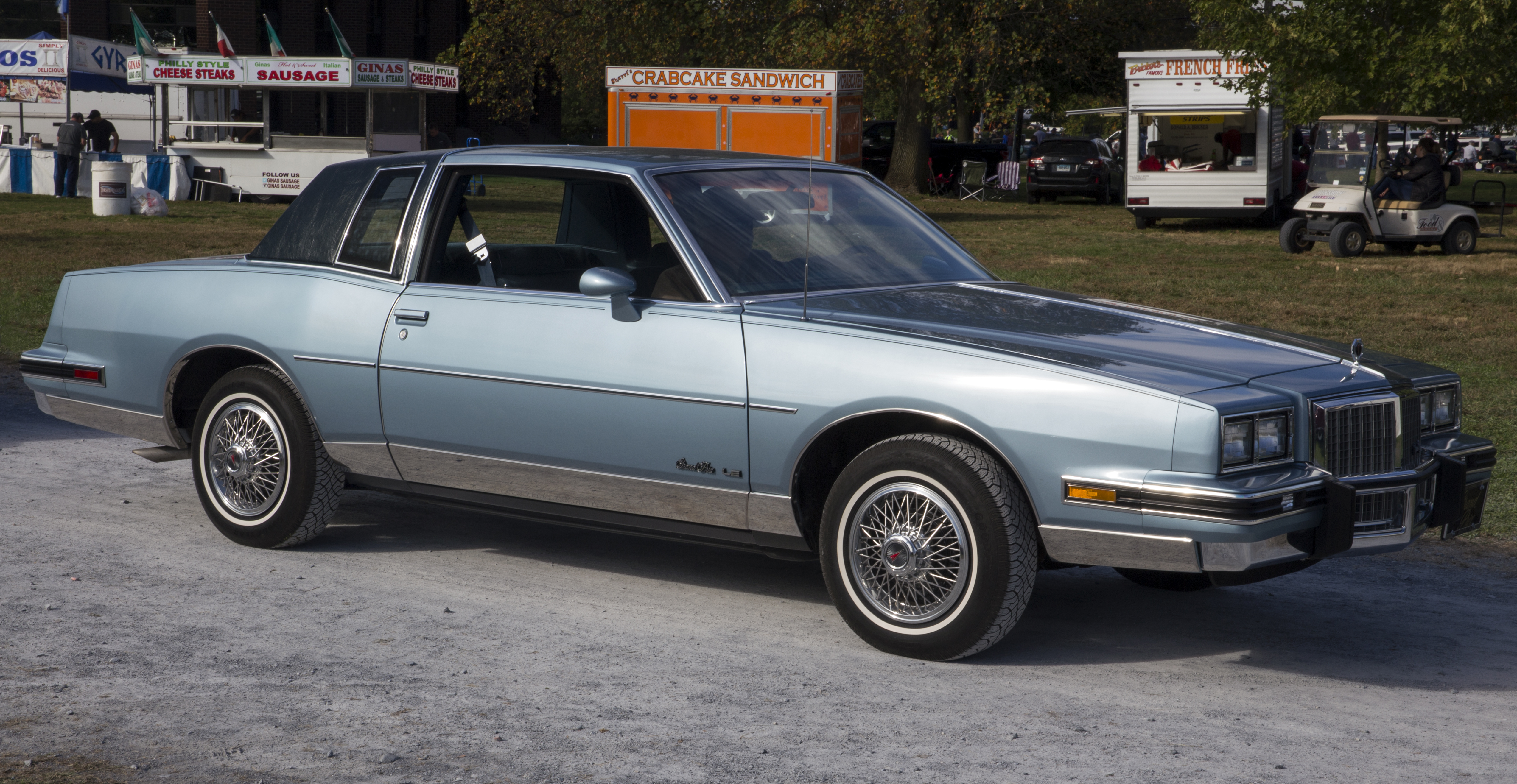
Pontiac Grand Prix IV po liftingu

Pontiac Grand Prix IV został zaprezentowany po raz pierwszy w 1977 roku.
Czwarta generacja Pontiaca Grand Prix powstała na nowej platformie General Motors A-body. Zgodnie z trendami panującymi na rynku Ameryki Północnej, nadwozie stało się mniej masywne i generalnie mniejsze. Stylistycznie dominował motyw kantów połączony z charakterystycznymi zagięciami np. w tylnych lampach.
W 1985 roku samochód przeszedł modernizację, w ramach której zmieniono wygląd atrapy chłodnicy i zderzaków. Opcjonalnie pojawiła się możliwość zamówienia samochodu z materiałowym obiciem dachu – rozwiązaniem często spotykanym u konkurencyjnych modeli w latach 70. i 80.

### Silniki
- V8 3.8l
- V8 4.1l
- V8 4.3l
- V8 4.9l
- V8 5.0l
- V8 5.7l

## Piąta generacja

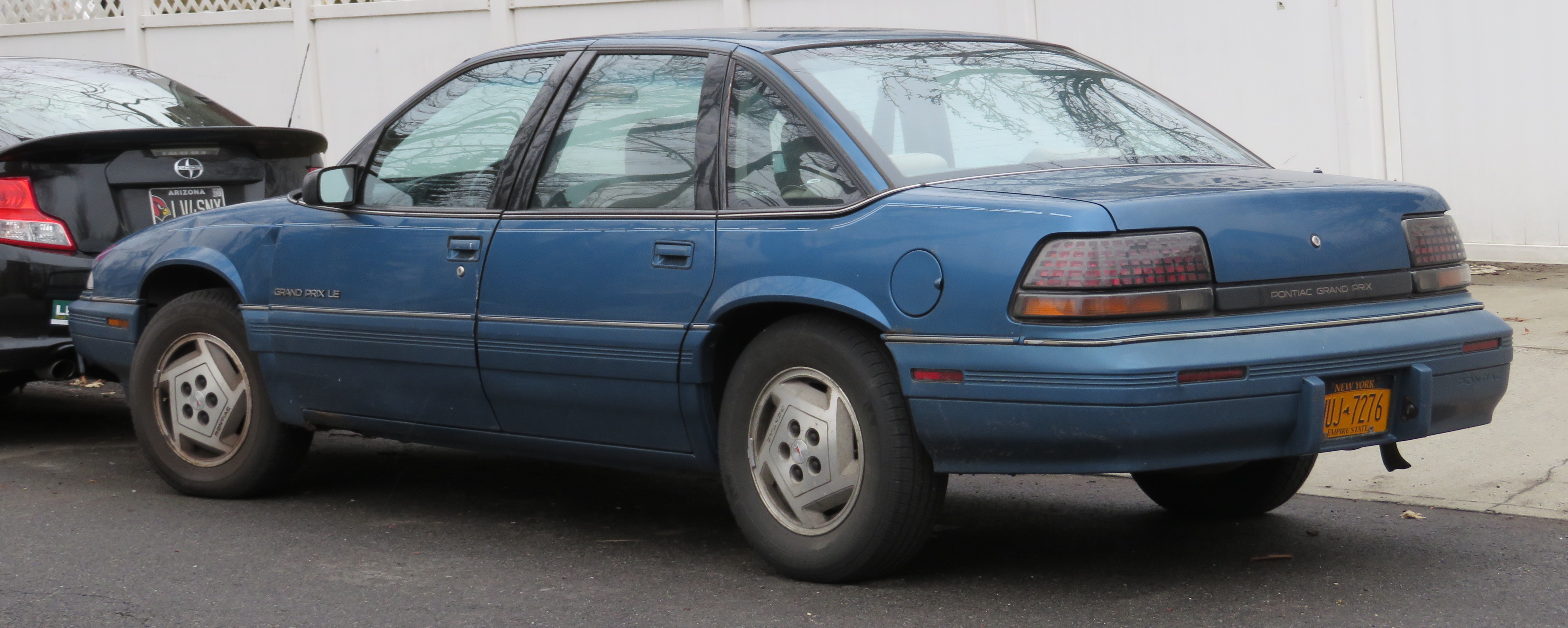
Pontiac Grand Prix V - tył

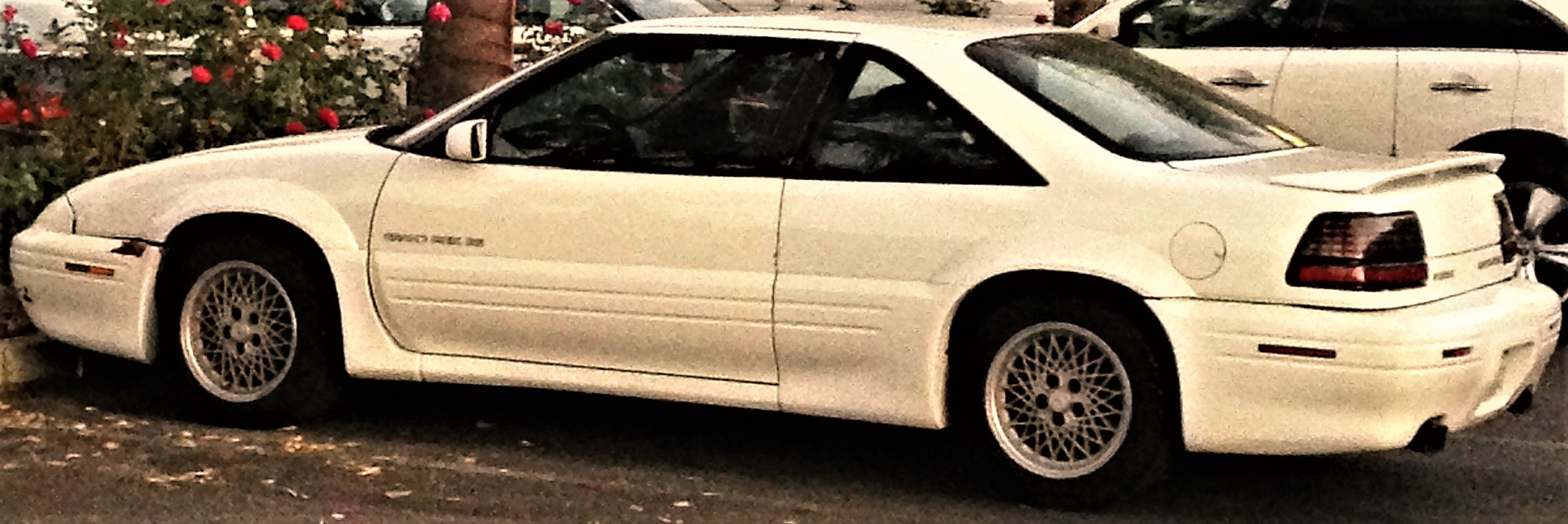
Pontiac Grand Prix V Coupé

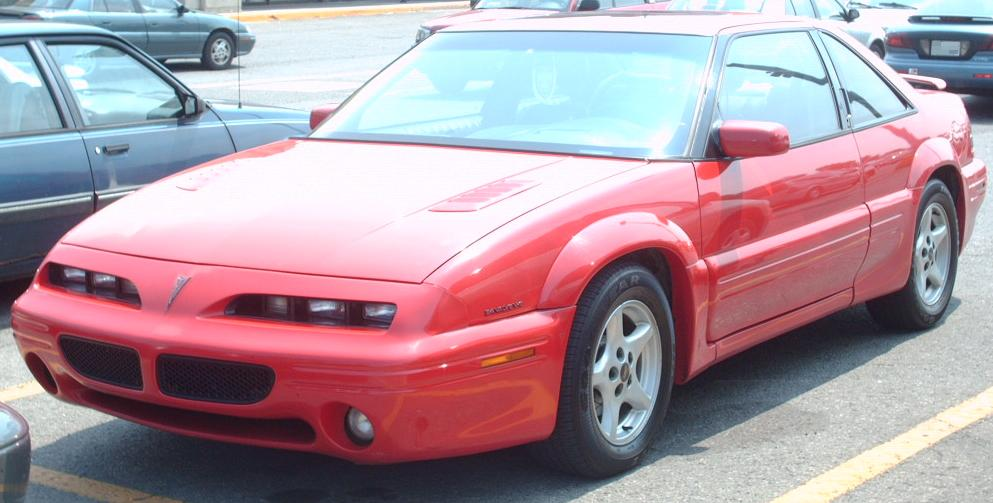
Pontiac Grand Prix V GTP

Pontiac Grand Prix V został zaprezentowany po raz pierwszy w 1987 roku.
Pontiac Grand Prix piątej generacji przeszedł największą metamorfozę w trwającej wówczas 25 lat historii tego modelu. General Motors, podobnie jak w przypadku bliźniaczych konstrukcji jak np. Buick Regal, podjęło decyzję o zmniejszeniu zewnętrznych wymiarów i zbudowaniu nowego Grand Prix jako samochodu o innych proporcjach niż dotychczas. Przełożyło się to na sylwetkę typową dla dużych sedanów oferowanych wówczas na rynku Ameryki Północnej.
We wrześniu 1989 roku, po raz pierwszy w historii Grand Prix, oferta nadwoziowa została poszerzona także o 4-drzwiowego sedana, który miał stanowić odpowiedź Pontiaca na konkurencyjne modele koncernów Ford i Chrysler.

### Silniki
- L4 2.3l LD2
- V6 2.8l 60
- V6 3.1l 60
- V6 3.1l LH0
- V6 3.1l LG5
- V6 3.1l L82
- V6 3.4l LQ1

## Szósta generacja

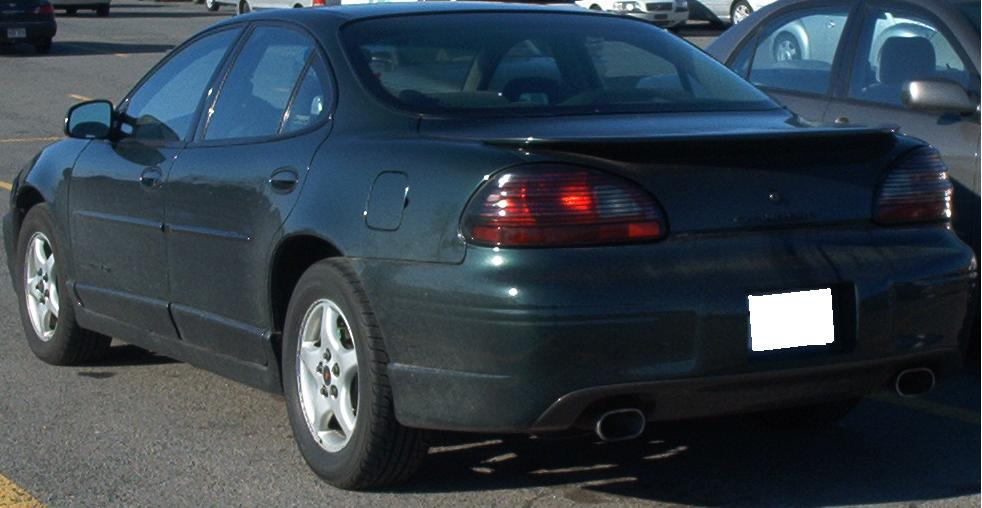
Pontiac Grand Prix VI - tył

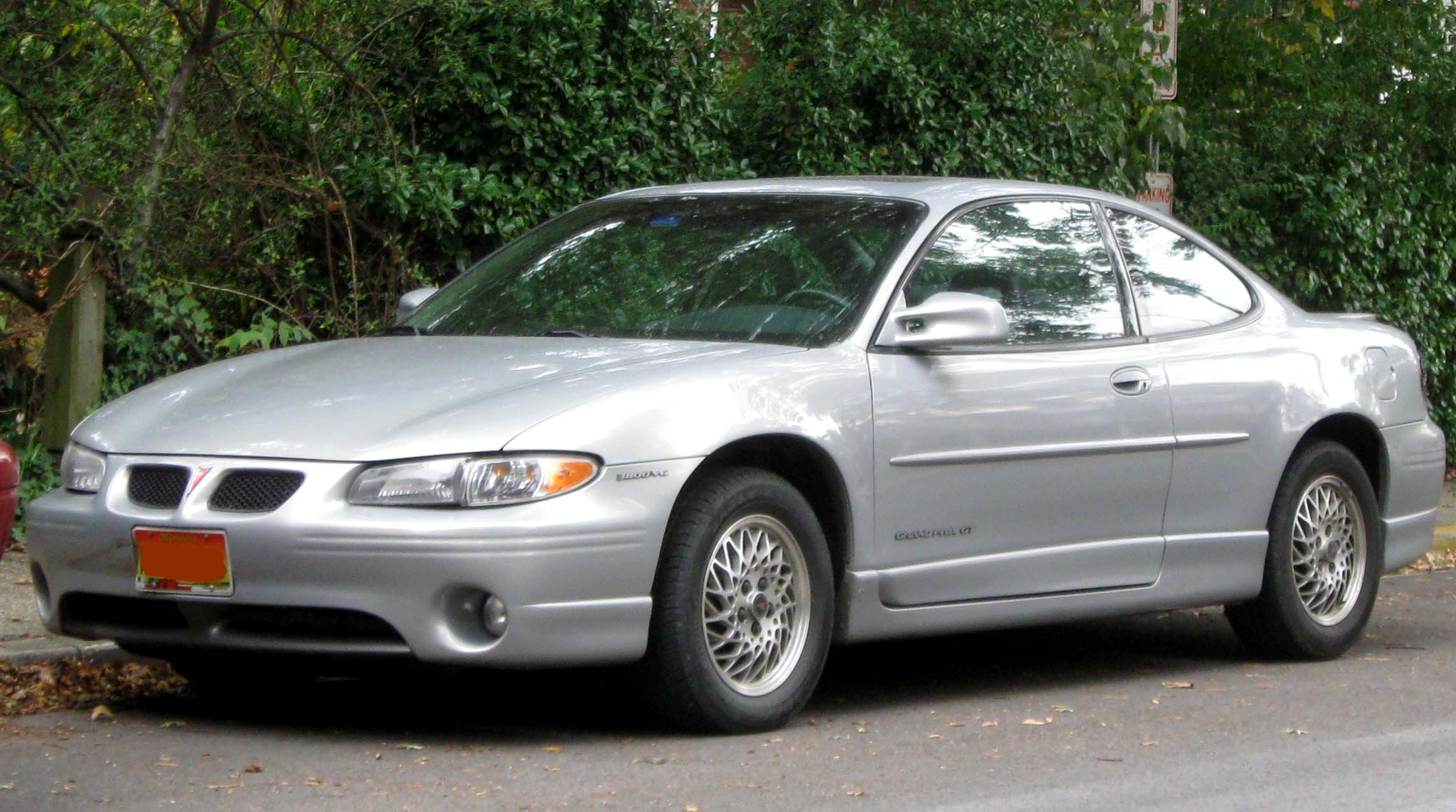
Pontiac Grand Prix VI Coupé

Pontiac Grand Prix VI został zaprezentowany po raz pierwszy w 1996 roku.
Grand Prix szóstej generacji trafił na rynek w połowie 1996 roku, powstając na zupełnie nowej platformie koncernu General Motors W-body.
Bliźniaczą konstrukcją okazały się tym razem modele Buicka i Oldsmobile, a stylistyka nabrała charakterystycznych, owalnych proporcji z podłużną maską i krótkim tylnym zwisem. Po raz ostatni w historii ofertę nadwoziową wzbogaciła odmiana coupé, której historia zakończyła się po 50 latach w 2003 roku.

### Silniki
- V6 3.1l L82
- V6 3.1l LG8
- V6 3.8l L36
- V6 3.8l L67

## Siódma generacja

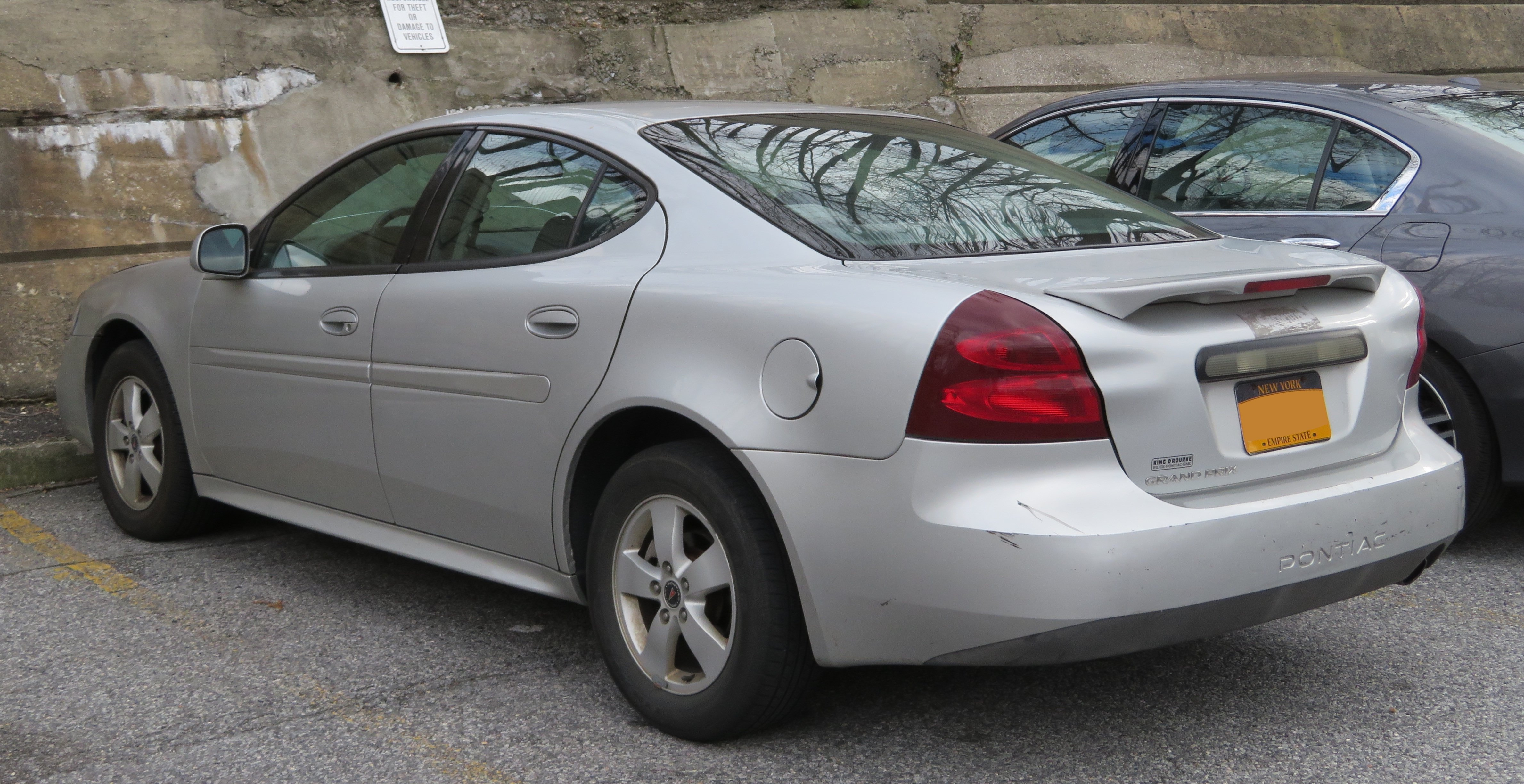
Pontiac Grand Prix VII - tył

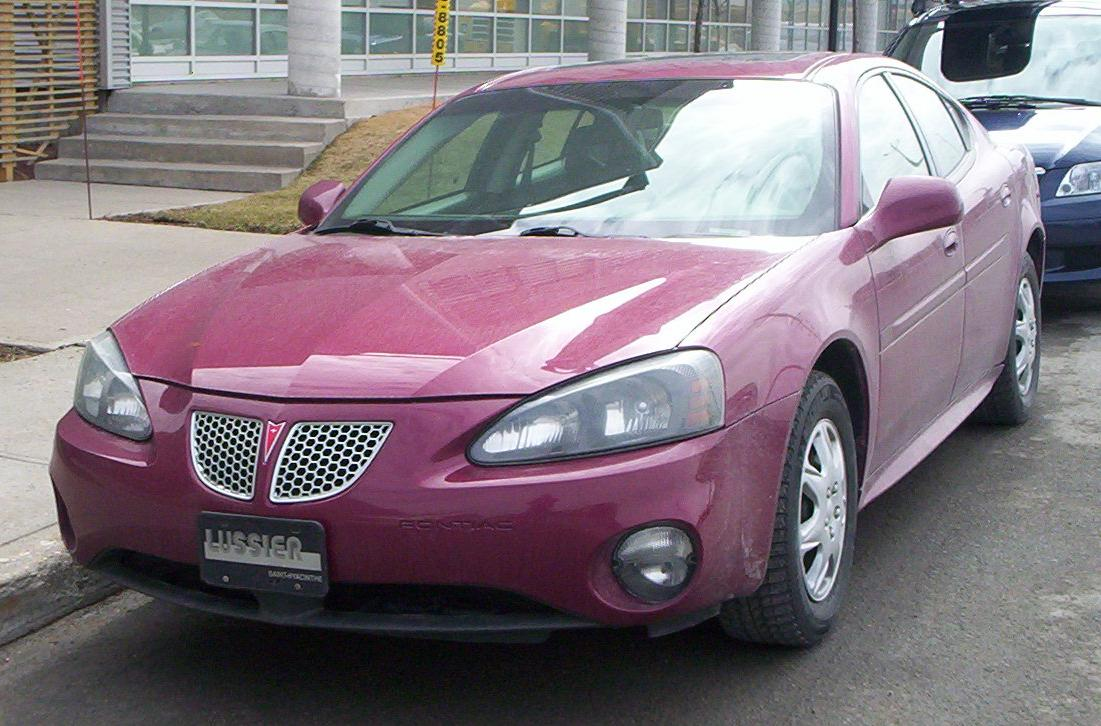
Pontiac Grand Prix VII GXP

Pontiac Grand Prix VII został zaprezentowany po raz pierwszy w 2003 roku.
Siódma i ostatnia generacja Pontiaka Grand Prix zadebiutowała na początku 2003 roku na Detroit Auto Show. Samochód utrzymano w najnowszym wówczas kierunku stylistycznym marki, zyskując awangardowe proporcje - linia okien została poprowadzona wysoko, a tylne nadkola podkreślały przetłoczenia. W środku pojawił się projekt o nietypowym układzie przyrządów – nawiewy okalały kierowcę, a przyrządy umieszczono bliżej prawej krawędzi konsoli centralnej.

### Koniec produkcji
Produkcja Pontiaca Grand Prix po 56 latach obecności na rynku Ameryki Północnej została zakończona 24 kwietnia 2008 roku bez prezentacji kolejnego wcielenia. Samochód zastąpił w ofercie oferowany chwilowo równolegle sportowy sedan G8.

### Silniki
- V6 3.8l L26
- V6 3.8l L32
- V8 5.3l LS4